# Bando de Tijarafe
Tijarafe es el nombre que recibe una de las doce demarcaciones territoriales en las que los aborígenes benahoaritas dividían la isla de La Palma (Canarias) cuando llegaron los conquistadores castellanos a finales del siglo xv.
Según Juan de Abréu Galindo, era el cantón más poderoso de la isla por el territorio y la población que poseía, estando gobernado durante la conquista por Atogmatoma.

## Etimología
Hay que indicar que Abréu Galindo, primer autor que da los nombres de los cantones palmeros, no da explícitamente el de este bando, pues solo dice que «el onceno señorío era desde el barranco de Hiscaguan hasta la asomada de Tijarafe». Por este motivo, otros autores le dan el nombre de Hiscaguan.
Tijarafe ha sido traducido por el filólogo Ignacio Reyes como 'el paso' desde una posible forma original 'tiḥaraft. Por su parte, tanto Dominik Josef Wölfel como Maximiano Trapero encuentran como paralelos en bereber azarif, 'ocre'; tigherft, 'pala o penca de tunera'; aghoraf, 'recipiente de agua'; y aghoref, 'piedra del molino'.
En cuanto al término Hiscaguan, tanto Ignacio Reyes como Maximiano Trapero lo traducen como 'cuernos', o figurativamente 'cumbres, cimas', desde su comparación con términos paralelos en lengua bereber.
Ambos términos, Tijarafe e Hiscaguan, perviven en la toponimia de la isla. El primero da nombre a un municipio, mientras que el segundo, bajo la forma Iscagua, hace referencia a un barranco del noroeste de la isla.

## Características
El cantón abarcaba el territorio de los modernos municipios de Tijarafe y Puntagorda.

### Batalla contra Aceró
Antes de la conquista, Tijarafe intentó invadir al Cantón de Aceró. Tijarafe bajo el mando de Atogmatoma convocó a 200 hombres para invadir Aceró, pasando por el Cantón de Aridane, hasta llegar al paso de Adamancasis, pero Tanausú, jefe de Aceró, que ya era consiente de esto, coloco a sus guerreros para frenar el ataque de Tijarafe, Atogmatoma al ver la resistencia llamo a sus aliados Bediesta, Jefe del Cantón de Tagalguen y a Temiaba, jefe del Cantón de Tagaragre.
Tanausú al ver como cada día las fuerzas de Atogmatoma aumentaban, se retiró al roque de Bejenao y convocó a Chenauca, jefe de Tihuya, luego convocó a Echentive y a Asucuahe, ambos jefes de Ahenguareme y por ultimó convocó a Juguiro y Garehagua, ambos, jefes de Tigalate, Tanausú pudo contactarlos gracias al silbo o al bucio.
Ya siendo superiores las fuerzas de Tanausú, este comenzó la última batalla en Aridane, obligando a Atogmatoma a huir al Cantón de Tijarafe.